# Zabytki w Wałbrzychu

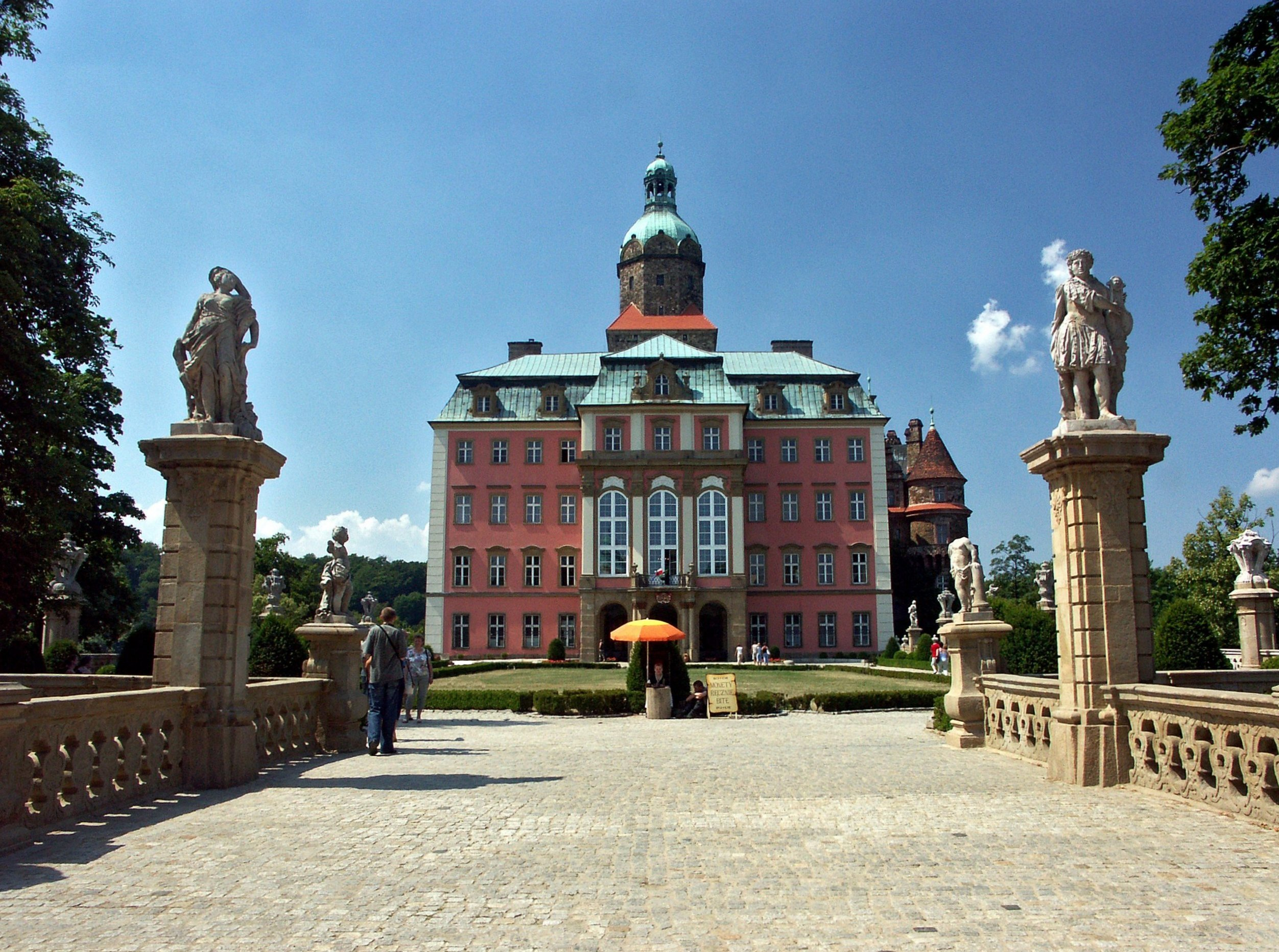
Trzeci pod względem wielkości zamek w Polsce – Zamek Książ

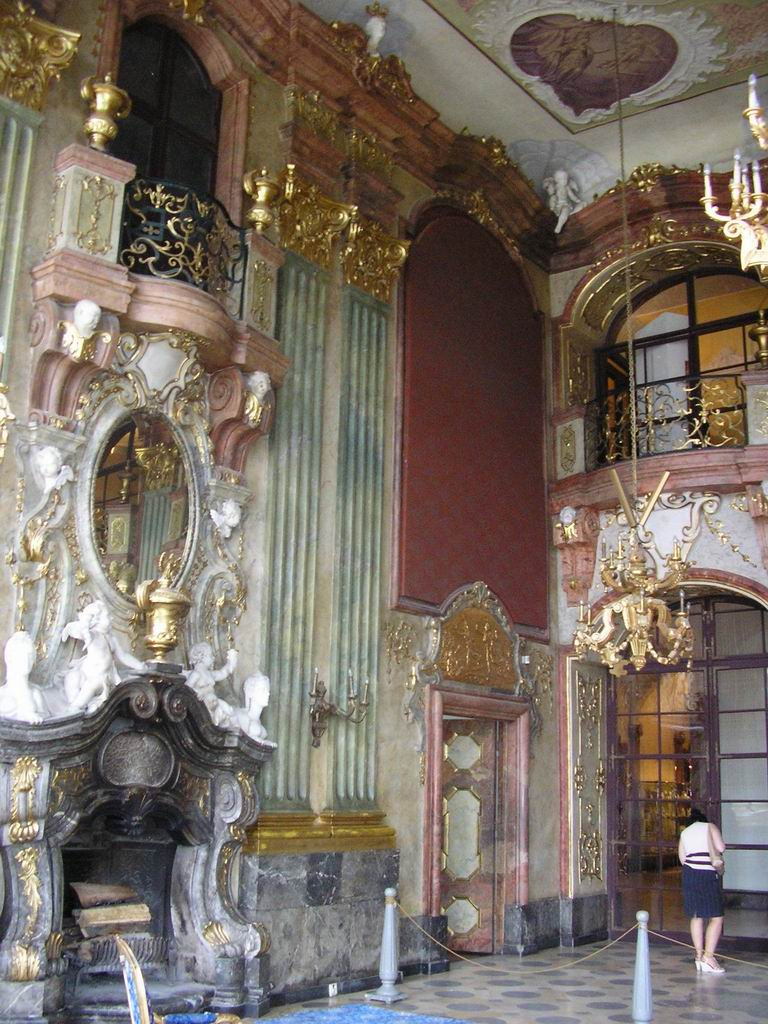
Zabytkowa sala Maksymiliana w Zamku Książ

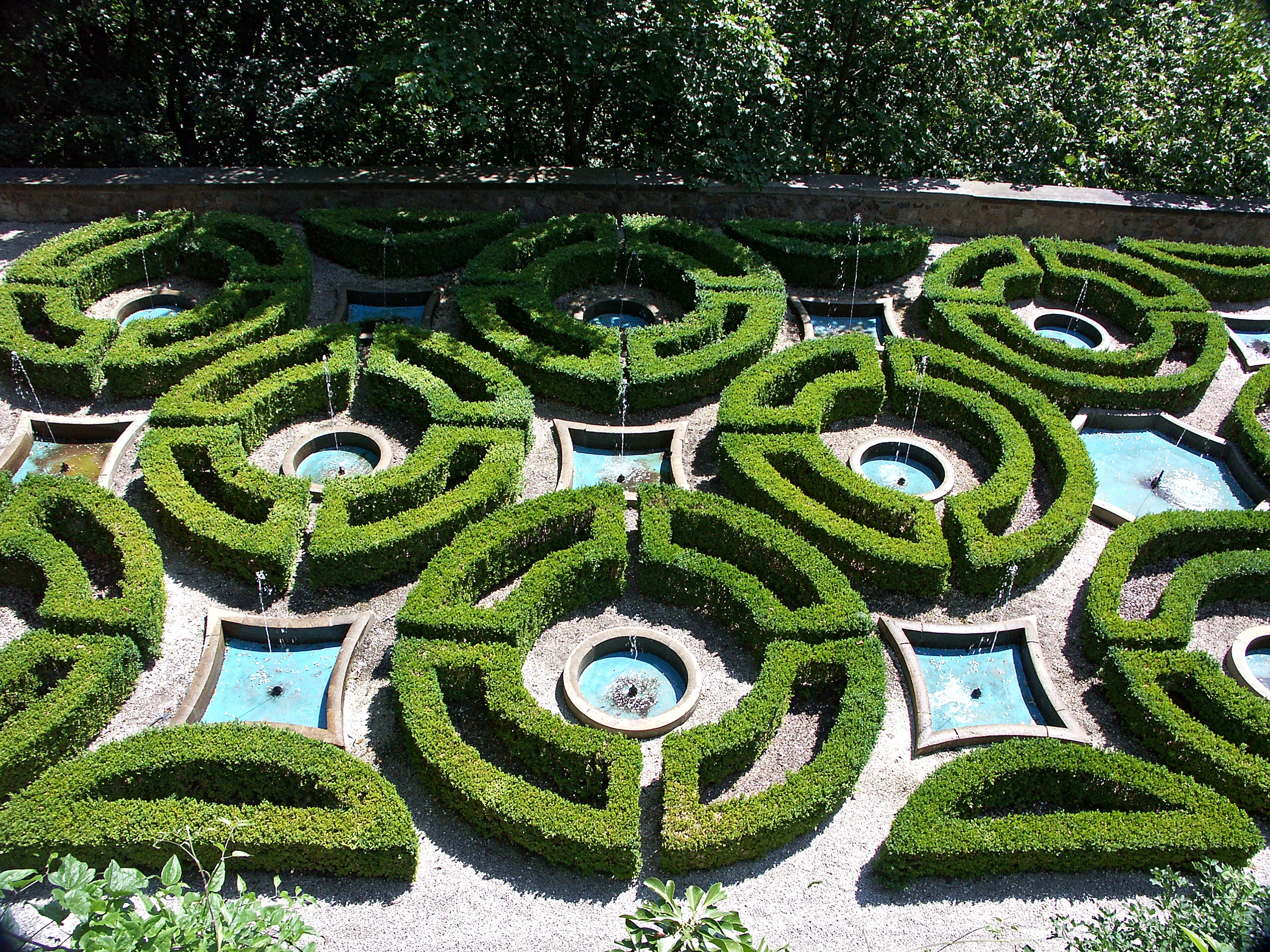
Park z fontannami u podnóża Zamku Książ

Zabytki w Wałbrzychu – objęte ochroną prawną budowle z minionych epok, mające dużą wartość historyczną i naukową, znajdujące się w obrębie tego miasta. W Wałbrzychu znajduje się wiele zabytków m.in. zamki, pałace, stare kamienice, kościoły i budynki poprzemysłowe.

## Zamek Książ
Książ to największy zamek na Dolnym Śląsku, trzeci pod względem wielkości w Polsce (po Wawelu i Malborku). Zamek wybudowany został w latach 1288-1292 dla Bolka I, ażeby mógł się on bronić przed najazdem Czechów. Po wymarciu dynastii posiadłości dostały się we władanie korony czeskiej. W 1483 roku Książ wraz z przyległościami został wcielony do korony. Śląsk, po śmierci króla w 1490 roku, i niemożności utrzymania zamku przez Jerzego von Steina, trafił pod panowanie króla Władysława z dynastii Jagiellonów, który władał tronami czeskim i węgierskim. Zamek próbowano zdobyć, jednak bezskutecznie. Przez wiele dni oblegał zamek Kazimierz, który dopiero po otrzymaniu okupu zdecydował się opuścić zamek. W 1509 roku zamek trafił po panowanie Konrada von Hochberga. W czasie wojny trzydziestoletniej zamek trafił w ręce Szwedów. W 1646 roku większość umocnień i fortyfikacji zamku zostało rozebranych.
W 1794 roku powstał Stary Książ, a w niedługim czasie oficyny gospodarcze dla koni, mieszczące później stado ogierów. Ostatnia duża przebudowa miała miejsce za panowania Henryka XV von Hochberga. Wybudowano wtedy "czerwoną" część zamku.
W czasie drugiej wojny światowej zamek splądrowały wojska hitlerowskie, a sam zamek zaczęli przystosowywać na potrzeby wojskowe. Wywiezione zostało całe wyposażenie zamku. Po wojnie konserwatorzy z Wrocławia zabezpieczyli zamek, a dopiero w 1957 roku zainteresowano się na szerszą skalę zdewastowanym budynkiem. W 1960 roku przeprowadzono badanie podziemnych tuneli, które zostały zabezpieczone w 1968 roku. W 1972 roku zamek został udostępniony do zwiedzania. Jednak ze względu na to, iż większość sprzętów i wyposażenia zostało wywiezionych, a wnętrze zamku zostało zdewastowane przez stacjonujących tutaj żołnierzy radzieckich (zniknęły m.in. zabytkowe malowidła, rzeźby), oraz przez pomieszkujących tu bezdomnych (którzy w zimie palili pozostałe sprzęty, gdyż w zamku nie było ogrzewania), zamek nie został zakwalifikowany do muzeów państwowych i jest obecnie utrzymywany przez gminę Wałbrzych.

## Stary Książ
W IX-X wieku niecały kilometr od zamku Książ istniał gród, który został w XIII-XIV przebudowany na murowany zamek – Stary Książ. Przestał pełnić funkcję zamku w XV wieku. W roku 1794 lub 1797 architekt Christian W. Tischbein przebudował istniejące resztki na romantyczne ruiny, stylizowane na gotycki zamek, dla księcia Hansa Heinricha IV Hochberga, który rezydował w niedalekim Książu. Ruiny zostały podpalone i spłonęły latem 1945 roku.

## Zamek Nowy Dwór
Pierwsza wzmianka o zamku Nowy Dwór pochodzi z 1364 roku, wzniesiony był prawdopodobnie w końcu XIII wieku przez księcia świdnicko-jaworskiego Bolka I. Zbudowany był z kamienia na górze obecnie zwanej Zamkową (620 m n.p.m.), miał plan wydłużonego przełamanego czworokąta dostosowanego do kształtu szczytu. W latach 1402–1417 został rozbudowany, składał się z zamku górnego i dolnego. W końcu XVI wieku przebudowano zamek w stylu renesansowym. Budynek mieszkalny zamku górnego powiększono, a w celu umocnienia w obrębie muru zamku dolnego dobudowano trzy basteje. W 1581 roku zamek spłonął od uderzenia pioruna i właściciele, Czettritzowie, nie odbudowali go już, stawiając u podnóża góry nowy pałac.

## Wałbrzyski Rynek

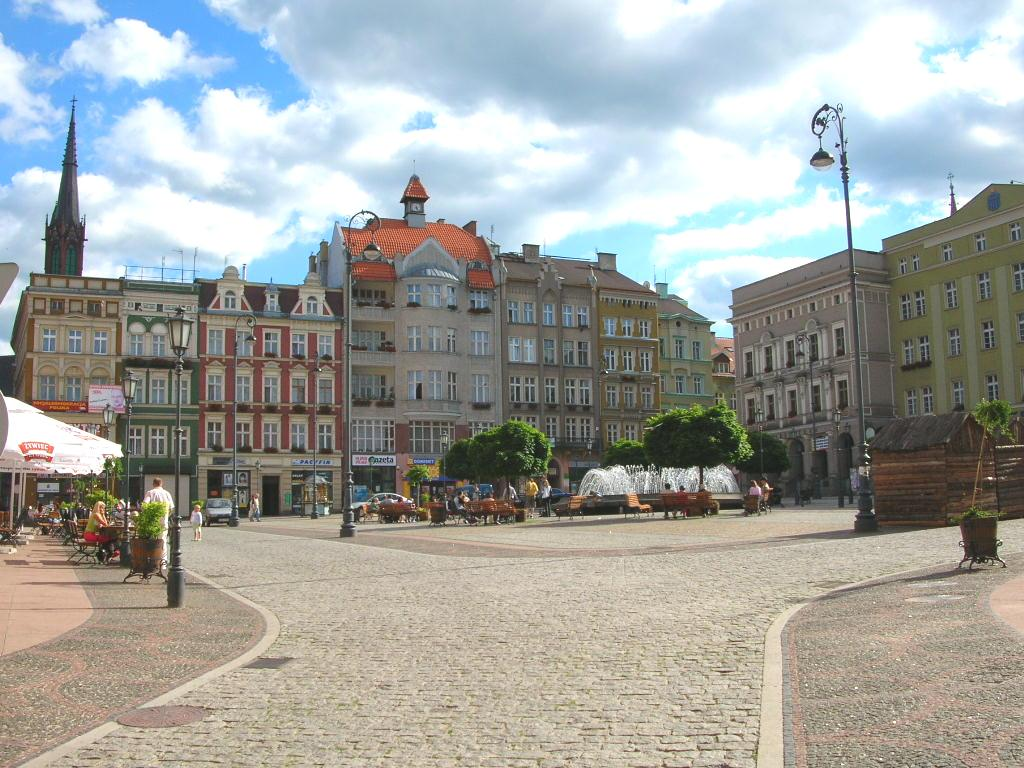
Wałbrzyski rynek

Wałbrzyski Rynek – centralny plac miasta, na którym w 1731 roku stał drewniany ratusz. W 1996 roku rynek przeszedł gruntowną modernizację, ograniczono na nim ruch samochodowy, wybudowano fontannę oraz elementy drobnej architektury (dotychczas mieścił się tam parking wybudowany w 1928 roku). Mieści się tutaj wiele zabytkowych kamienic. Na szczególną uwagę zasługują kamienica "Pod Kotwicą", "Kamienica pod trzema różami" oraz kamienica "Pod Atlantami", obecnie siedziba Biblioteki pod Atlantami. Na Wałbrzyskim Rynku również są inne zabytkowe kamienice:
- Kamienica nr 2 – z 1788 r.
- Kamienica nr 3 – z 1727 r.
- Między kamienicą nr 1 a kamienicą nr 23 na rogu ulicy Kościuszki stoi kamienica Zakładu Gazowniczego z 1860 r. z ciekawą rzeźbą chłopca trzymającego w rękach kaganek.

## Kolegiata pw. Matki Bożej Bolesnej i św. Aniołów Stróżów
Kościół pw. św. Aniołów Stróżów – pierwotny pochodził z 1440 roku, jednak był za mały dla napływających do Wałbrzycha górników, a więc w 2 połowie XIX wieku wzrosła znacznie liczba katolików. Wobec tego stanu rzeczy zdecydowano się na wybudowanie nowego kościoła. W 1899 roku rozebrano stary kościół, by ustąpić miejsca nowemu budynkowi, który został zbudowany w latach 1898 – 1904 według projektu wrocławskiego architekta Alexisa Langera. Kościół jest halowy, zbudowany na planie krzyża łacińskiego.
3 maja 2010 został ustanowiony kolegiatą. 15 września 2010 został uroczyście ogłoszony pierwszą w diecezji świdnickiej kolegiatą wraz z kapitułą kanoników gremialnych i honorowych.

## Muzeum Porcelany
Budynek Muzeum Porcelany – były pałac kupiecki rodziny Albertich, wybudowany został w 1801 roku w stylu klasycystycznym według projektu Leopolda Niederäckera. Od 1926 roku jest siedzibą muzeum (do 1945 r. pod nazwą Muzeum Regionalne (Heimatmuseum), po 1945 r. Muzeum w Wałbrzychu (w latach 1979-1999 Muzeum Okręgowe), od roku 2015 – Muzeum Porcelany.)

## Sanktuarium pw. Matki Boskiej Bolesnej
Sanktuarium pw. Matki Boskiej Bolesnej – wzniesiony w średniowieczu, w 1305 r., w 1720 roku przeszedł gruntowną przebudowę w stylu baroku. Jest to dawny kościół cmentarny. W miejscu tym wypływało źródło, które zanikło w wyniku szkód górniczych.

## Kościół Ewangelicko-Augsburski
Kamień węgielny pod kościół ewangelicko-augsburski położono 8 sierpnia 1785 roku, projekt wykonał kamiennogórski architekt Carl Gotthard Langhans. Budowla murowana i otynkowana na planie prostokąta.

## Plac Magistracki
Plac Magistracki powstał w 1854 roku, z zabytkową zabudową ratusza, prokuratury i domów mieszkalnych oraz z finezyjną fontanną miejską.

## Ratusz

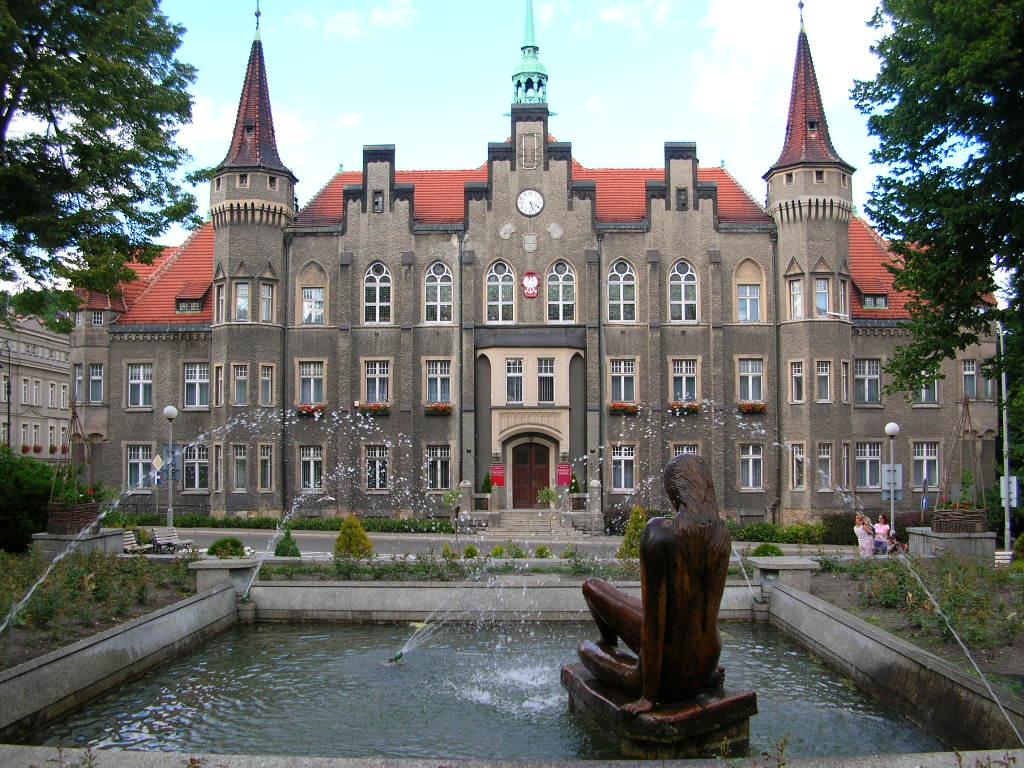
Ratusz

Stary ratusz na rynku nie spełniał już wymogów, więc miasto w 1854 roku zakupiło za kwotę 8000 talarów 4 morgi ziemi na wybudowanie placu rynkowego oraz nowego ratusza. Budynek ratusza zaprojektował i wykonał królewski budowniczy Hermann Friedrich Waesemann. W 1920 roku ratusz został rozbudowany i zmodernizowany poprzez wrocławskiego architekta Grossera. Dzisiaj budynek pełni tę samą funkcję co przed laty – ma tutaj siedzibę Urząd Miasta Wałbrzych.

## Budynek Prokuratury Okręgowej

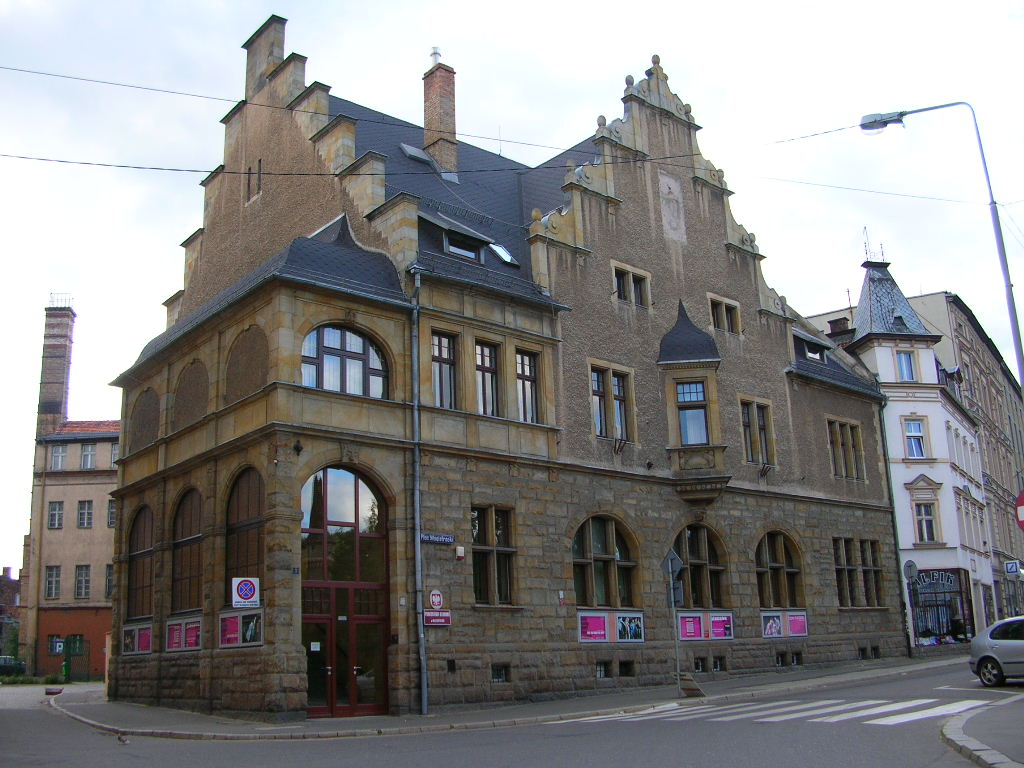
Wałbrzych – Zabytkowy budynek Prokuratury Okręgowej

Budynek Prokuratury Okręgowej na reprezentacyjnym placu Wałbrzycha – Placu Magistrackim wzniósł w 1904 roku architekt Resner z Wrocławia. Początkowo był to Bank Rzeszy, a po wojnie budynek zaczął pełnić funkcję prokuratury.

## Gmach II Liceum Ogólnokształcącego
Budynek II Liceum Ogólnokształcącego został wybudowany przez architektów Kohlera i Kranza w 1907 roku i pełnił funkcję szkoły ewangelickiej. Budynek stoi na Alei Wyzwolenia, reprezentacyjnej alei Wałbrzycha, wytyczonej w XIX wieku. Pod ziemią płynie tu rzeka Pełcznica.

## Gmach Dolnośląskie Zakłady Graficzne
Budynek Dolnośląskich Zakładów Graficznych wybudowany został w 1926.

## Pałac Czettritzów

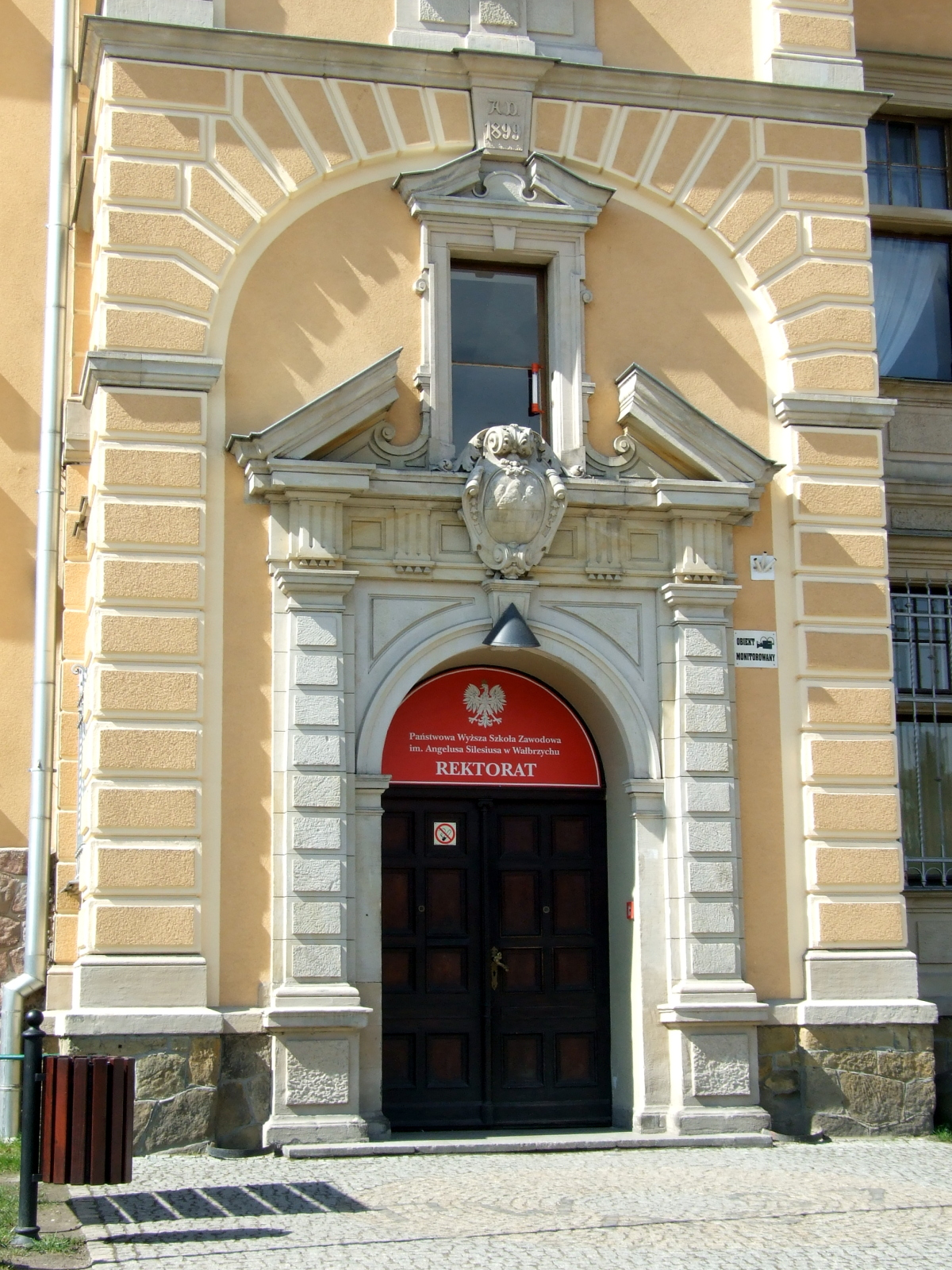
wejście do Pałacu Czettritzów, obecnie Państwowej Wyższej Szkoły Zawodowej

Pałac Czettritzów wybudowany został w 1604 roku w stylu renesansu. W latach 1881 – 1882 przeszedł gruntowną przebudowę, wcześniej mieściła się tu siedziba Urzędu Wojewódzkiego w Wałbrzychu.
Obecnie siedziba Państwowej Wyższej Szkoły Zawodowej im. Angelusa Silesiusa.

## Gmach Domu Towarowe "Centrum"
Budynek Domów Towarowych "Centrum" oddany do użytku był w 1905 roku.

## Kamienica przy ul. Słowackiego
Kamienica przy ul. Słowackiego – wybudowana w 1916, niegdyś siedziba Dolnośląskiego Syndykatu Górniczego, a dziś siedziba Telekomunikacji Polskiej oraz Banku Zachodniego.

## Gmach Poczty Głównej
Poczta Główna – wybudowana w latach 1895 – 1907.

## Gmach Sądu

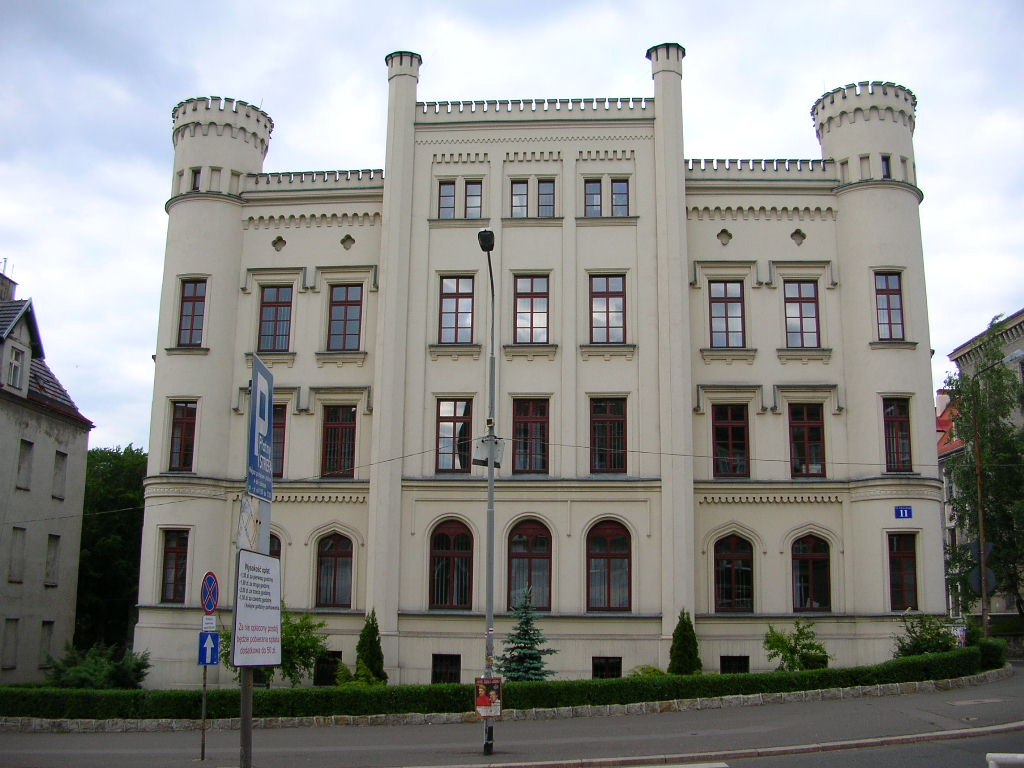
Sąd Rejonowy

Sąd został wybudowany w 1855 roku. Mieści się przy najważniejszej ulicy na Starym Mieście – ul. Słowackiego.

## Budynek Dworzec Wałbrzych-Miasto
Dworzec uroczyście otwarto 1 marca 1853 roku. Obecny kształt budynku powstał w 1925 r., kiedy do istniejącej infrastruktury dobudowano charakterystyczną kopulastą część stylizowaną na pijalnię wód. Nigdy jednak budowli dworca, ani jej części nie wykorzystywano do celów uzdrowiskowych bowiem tutejsze źródła lecznicze zostały zniszczone podziemnymi działaniami górniczymi na początku XX w.

## Pałac Tielscha

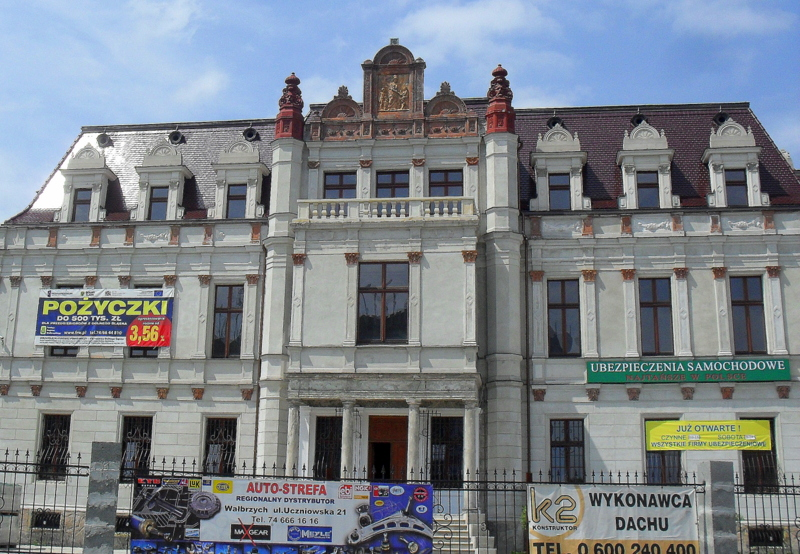
Pałac Tielscha

Pałac Tielscha – pałac wybudowany dla właściciela pobliskich Zakładów Porcelany – Carla Tielscha. Projekt wykonany przez budowniczego wrocławskiego Wassemanna został wykorzystany przy budowie pałacu w latach 1860-1863. Po wojnie mieściła się w nim siedziba Rejonu Przewozów Kolejowych PKP.
W 2007 r. został zakupiony przez rodzinę przedsiębiorców z Wałbrzycha w skrajnie złym stanie po PKP. Obecnie prowadzone są prace remontowe. W 2012 ukończono renowację elewacji i wnętrza pałacu.

## Pałac w Rusinowej
Pałac w dzielnicy Rusinowa (Tielsch-Schloss), data wybudowania pałacu jest nieznana pierwsze wzmianki o Rusinowej pochodzą z 1411 r. Pałac należał kolejno do rodu Czettritzów, Zedlitzów, Krauβów i Buttlerów. W 1888 r. został odsprzedany przez Oskara von Buttlera wraz z 592-hektarowym majątkiem Egmontowi Tielschowi, dookoła pałacu znajduje wielki zespół parkowy. Po wojnie w pałacu znajdował się Miejski Ośrodek Poprawczy. Obecnie właścicielem pałacu jest prywatna osoba.

## Palmiarnia w Lubiechowie
Palmiarnia wybudowana została w latach 1911-1913 na rozkaz księcia pszczyńskiego Jana Henryka XV von Hochberga. Na powierzchni 1900 m² występuje ponad 80 gatunków roślin pochodzących z całego świata. Ściany wewnętrzne palmiarni wyłożone są tufem wulkanicznym pochodzącym z Etny.

## Kościół św. Ducha
Kościół św. Ducha, w duchu klasycystycznym, salowy, wzniesiony 1847-1848, obecnie polsko-katolicki.

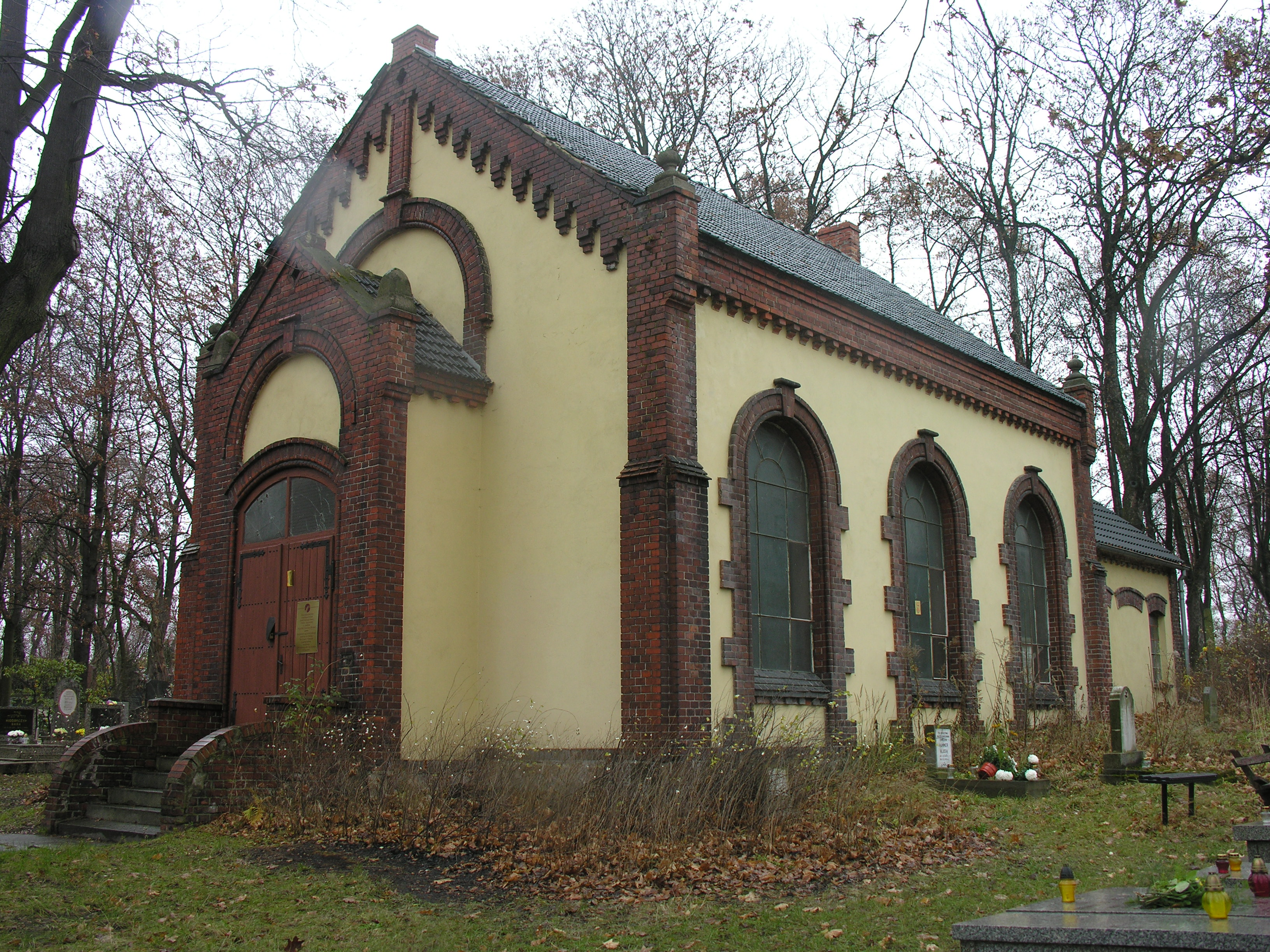
Żydowski dom przedpogrzebowy w Wałbrzychu

## Dom przedpogrzebowy
Został zbudowany na początku XX wieku z fundacji Salo i Sophie Wygodzińskich (o czym informują zachowane we wnętrzu drewniane tablice). Jest budynkiem murowanym, w stylu nawiązującym do neogotyku. Składa się z właściwej sali pogrzebowej i niewielkiej przybudówki.

## Zabytki Górnictwa
Wałbrzych może poszczycić się licznymi zabytkami górnictwa, gdyż w Dolnośląskim Zagłębiu Węglowym eksploatowano i przetwarzano węgiel wiele wcześniej niż w Górnośląskim czy Lubelskim Zagłębiu Węglowym. Do obiektów pogórniczych należą Kopalnia Teresa „Cesar” oraz tereny byłej kopalni "KWK Thores" (KWK Julia), przekształcone na jedne z największych muzeów przemysłu i techniki. Do muzeum należą też: Lisia Sztolnia, w której węgiel wydobywano na powierzchnię przy użyciu łódek, oraz wieże wyciągowe szybów kopalnianych, których w Wałbrzychu niewiele pozostało. Do najcenniejszych należą wieże szybów:
- „Staszic” (Tiefbau), wybudowana około 1866 roku, wykonana z surowej cegły na wzór średniowiecznych wież obronnych. Wysokość wieży wynosi 40 m i jest to najwyższa w dolnośląskim zagłębiu wieża typu Malakow.
- „Irena” (Erbstollenschacht), pochodząca wraz z budynkami przyległymi z lat 1902-1908. W jednych z nich zachowana jest najstarsza na Dolnym Śląsku elektryczna maszyna wyciągowa.
- „Wojciech” (Wrangel), basztowa wieża typu Malakow z roku 1860.
- „Chwalibóg” (Tiefbau I), najstarsza w dolnośląskim zagłębiu węglowym stalowa wieża wyciągowa, postawiona w 1888 roku.
- „Jan” (Hans Heinrich) głębiony był od roku 1840 w kilku etapach, wielokrotnie modernizowano jego obiekty powierzchniowe. Obecna stalowa wieża zastrzałowa pochodzi z roku 1947.
- „Tytus”, pierwsza w dolnośląskim zagłębiu wieża o konstrukcji żelbetowej z maszyną wyciągową umieszczoną w głowicy wieży.